# Lisandro Olmos
Lisandro Olmos (Catamarca, 16 de marzo de 1840 - Buenos Aires, 11 de marzo de 1916) fue un militar y político argentino que luchó en las guerras civiles argentinas. Fue gobernador del territorio nacional del Neuquén y un importante hacendado de la provincia de Buenos Aires.

## Biografía
Lisandro Olmos era hijo de Florindo Olmos de Aguilera y de Andrea Echeverría.
Hizo sus primeros estudios con fray Mamerto Esquiú en la escuela del convento franciscano, continuándolos en la ciudad de Córdoba (Argentina).
En 1859 ingresó en el ejército de la Confederación Argentina. Ese año combatió en la batalla de Cepeda como teniente de artillería y en 1861 en la batalla de Pavón, con el grado de capitán.
Posteriormente prestó servicios en la armada tomando parte en el combate de la Vuelta de Carbonell, cerca de Rosario, siendo ascendido en el campo de batalla a sargento mayor.
En 1866 fue nombrado coronel ayudante de Francisco Rosa Galíndez, jefe de Estado Mayor del coronel Melitón Córdoba en la revuelta que encabezó en el oeste de la provincia de Catamarca para derrocar al gobernador Víctor Maubecín.
Desempeñó luego la jefatura del Regimiento n.º 7. Militó en el Partido Liberal y en el navarrismo. Entre 1872 y 1874 fue diputado nacional por Catamarca y entre 1874 y 1878 fue senador en las legislaturas de Córdoba y Buenos Aires.
Muy vinculado a Adolfo Alsina, se convirtió en el líder de la bancada de su partido en la cámara de Diputados de la Nación. Amigo personal de Carlos Tejedor, tomó parte en la revolución de 1880.
Fue designado para encabezar la revolución que estalló en Córdoba el 26 de febrero de 1880 contra el gobernador Antonio del Viso, a quien llegó a capturar para ser finalmente rendido y apresado
En Buenos Aires, se formó un Comité Revolucionario integrado por Lisandro Olmos, José Inocencio Arias, Julio Campos, Juan Agustín García, Delfín Huergo y Nicasio Oroño. En un intento de coordinar movimientos con partidarios del interior, fueron enviados Francisco Leyva a Catamarca, Nabor Segundo Córdoba a Tucumán, Cándido Bustamante a Santiago del Estero y Lisandro Olmos a Córdoba.
En Córdoba, los líderes Felipe Díaz, Jerónimo del Barco y Eleodoro del Castillo habían solicitado apoyo a Buenos Aires. El gobierno provincial conducido por Antonio del Viso y Miguel Juárez Celman contaba en la ciudad con el batallón Guardia Provincial, el llamado Batallón de Enganchados, y el batallón de la policía.
Los revolucionarios contaban con apoyo en Rio Cuarto donde el coronel Antonino Baigorria, Julián Ramos y Julián Games intentarían copar la guarnición. Simultáneamente, en la capital los revolucionarios se concentrarían en la sede del periódico El Pueblo, recibirían armas y municiones y marcharían contra los cuarteles de la Policía, mientras que el comandante Luna rodearía los cuarteles de la Guardia para inmovilizar a las tropas. Copada la capital y sin apoyo en Río Cuarto, Del Viso se vería forzado a renunciar.
El 26 de febrero, día del golpe, sólo 14 de los conjurados se presentaron en El Pueblo. Si bien llegaron suficientes fusiles para tan escasa tropa, había sólo 200 tiros para todos. Tras esperar inútilmente al resto, Olmos decidió iniciar la operación y a las 10 de la mañana lanzó un cohete, la señal convenida con Luna.
Tras ser rechazados por la guardia de la Policía, Olmos decidió marchar directamente contra el Cabildo para procurar capturar al gobernador. Al entrar al patio mataron a tres guardias forzando al resto a encerrarse en las cuadras. Tanto Del Viso como Celman fueron capturados. Cuando Del Viso había aceptado renunciar y convocar a nuevas elecciones, llegaron las tropas de la Guardia Provincial y de Enganchados y rodearon el Cabildo. Del Viso aprovechó la confusión para huir. Ya sin munición, Olmos acordó con Celman que las tropas provinciales se retirarían y a cambio Olmos y sus hombres dejarían las armas y se retirarían. Esto se efectuó así, pero al siguiente día Olmos fue tomado prisionero y encerrado.
En Río Cuarto la sublevación también fracasó. El oficial Molina, comprometido con el capitán revolucionario Lorenzo Games, traicionó el movimiento denunciándolo a Racedo. Games aceleró la revuelta pero atacado en Molino del Carmen tuvo que rendirse. Otro piquete detuvo a Baigorria. Fracasado el movimiento y asegurada la sucesión presidencial, Olmos fue liberado.
Cuando en 1882 se creó la ciudad de La Plata (Buenos Aires) como nueva capital de la provincia de Buenos Aires, fueron expropiadas las tierras que se destinarían a su casco urbano y una zona para quintas. El gobernador de la provincia Dardo Rocha dispuso que Lisandro Olmos formara parte de la Comisión para el Otorgamiento de Tierras, momento en el cual adquirió 327 hectáreas y una mansión de verano conocida como Los Miradores. Esta región es lo que en la actualidad constituye el barrio Lisandro Olmos, en La Plata.
En 1885 y 1886 luchó desde Catamarca sosteniendo la candidatura de Dardo Rocha para presidente de la república. En 1887 se casó con Celestina Delcasse Lescot.
En marzo de 1899, en momentos en que planeaba viajar a Europa, fue nombrado por Julio Argentino Roca como cuarto gobernador del territorio del Neuquén en reemplazo del teniente coronel Franklin Rawson, con motivo de la grave situación con Chile.
El 18 de mayo de 1899 fue confirmado en el puesto, que mantuvo hasta el 21 de marzo de 1902. Durante su mandato impulsó la construcción del camino que uniría la ciudad de Mendoza con Chos Malal, en ese entonces capital del territorio. También fue acusado de irregularidades, especialmente con relación a una carnicería que instaló en la localidad.El 9 de ese mes el juez letrado Pastor y Montes presentó su denuncia -impresa en 19 fojas- con el listado de gravísimos cargos. Durante su gobierno las cordilleras fueron azotadas por  nubes de tucuras (langostas pequeñas de vuelo corto) que invadieron los valles, desde los diarios se destacaba " el abandono completo en que se encuentran estas regiones". Se señaló que la acción de Olmos contra el bandolerismo era nula, que el departamento que más policía tenía sumaba 8 agentes y que el presupuesto asigna 180 para todo el territorio donde sólo existían 6 comisarías,  mientras que corresponsales locales informaban que se paseaban por las calles de esta capital todos los asesinos y condenados a presidio sin custodia
Fue uno de los fundadores del partido Unión Nacional que impulsó la candidatura de Roque Sáenz Peña, actuando como elector por la Capital en el Colegio Electoral que votó por la fórmula Sáenz Peña-De la Plaza
Fue director del Banco de la Nación Argentina en La Plata, vicepresidente del Banco Hipotecario de la Provincia de Buenos Aires, vocal de la Dirección de Ferrocarriles Nacionales y académico de la Facultad de Agronomía y Veterinaria de La Plata.
Falleció en Buenos Aires el 11 de marzo de 1916.
Lleva su nombre un barrio, ubicado a 22 km al noroeste del centro de la ciudad de La Plata, en tierras que adquirió abusando de las ventajas de su cargo, parte de las cuales donó para crear una estación.